# 费尔南多·雷斯
费尔南多·萨赖瓦·雷斯（葡萄牙語：Fernando Saraiva Reis，1990年3月10日—），巴西男子举重运动员，2011年泛美运动会男子105公斤以上级金牌得主、2015年泛美运动会男子105公斤以上级金牌得主、2018年世界锦标赛男子109公斤以上级铜牌得主、2019年泛美运动会男子109公斤以上级金牌得主。